# Sándor József (színházi titkár)
Szentléleki Sándor József (Kolozsvár, 1824 – Kolozsvár, 1889. március 12.) színházi titkár, újságíró, lapszerkesztő.

## Életútja
Tanulmányait szülővárosában, a római katolikus líceumban és a marosvásárhelyi főiskolában végezte. 1845-től kezdett irodalommal foglalkozni.  Az 1850-es években mint hírlapszerkesztő működött. 1867-ben az »Unio« szerkesztője lett. 1865. május 3-án színházi jegyzőnek, titkárnak és gazdának választatott meg. A kolozsvári színház pénzügyi zavarai miatt emlékirat szerkesztésével bízta meg a választmány, melyet Groisz Gusztáv és Szász Béla társaságában szerkesztett a belügyminiszterhez, hogy a kormány vegye át a színházat. Az intézmény felvirágoztatása körül sokat fáradozott. Mikor a színház nyugdíjintézete megalakult, őt választották meg elnöknek. 1889. március 15-én délután temették római katolikus szertartás szerint.
Cikkei a Pesti Hirlapban (1884. 224. sz. Hogy loptak a granicsárok cholerát, 239. Szabó káplár obsitjáról, töredék a szabadságharczból.)